# Битва на реке Кондурче
Би́тва при Кондурче́ — крупное сражение, состоявшееся 18 июня 1391 года между войсками Тимура и золотоордынской армией хана Тохтамыша на берегу реки Кондурчи (северная часть совр. Самарской области). Сражение завершилось полным разгромом Тохтамыша и его бегством за Волгу, а затем в Литву.

## Исследования
Данное сражение изучали такие российские учёные как М. И. Иванин, А. Ю. Якубовский, Г. В. Вернадский, М. Г. Сафаргалиев, Л. Н. Гумилёв, А. Х. Халиков, Р. Х. Бариев, которые отмечали, что поход Тамерлана сыграл важнейшую роль в истории Золотой Орды и Среднего Поволжья. Некоторые другие исследователи, например, В. Л. Егоров, утверждают, что сражение было не столь значимым в истории Орды, так как, несмотря на её поражение, экономический потенциал государства был по-прежнему велик, да и Тохтамыш сохранил власть.
Историю и значение сражения также исследуют современные учёные И. М. Миргалеев и Ф. М. Ибятов. История начала крушения золотой Орды привлекла внимание и европейских и американских историков: М. Шамруа, П. Голден, Д.-Е. Шеффер, Д. ДеВиз.

## Предыстория

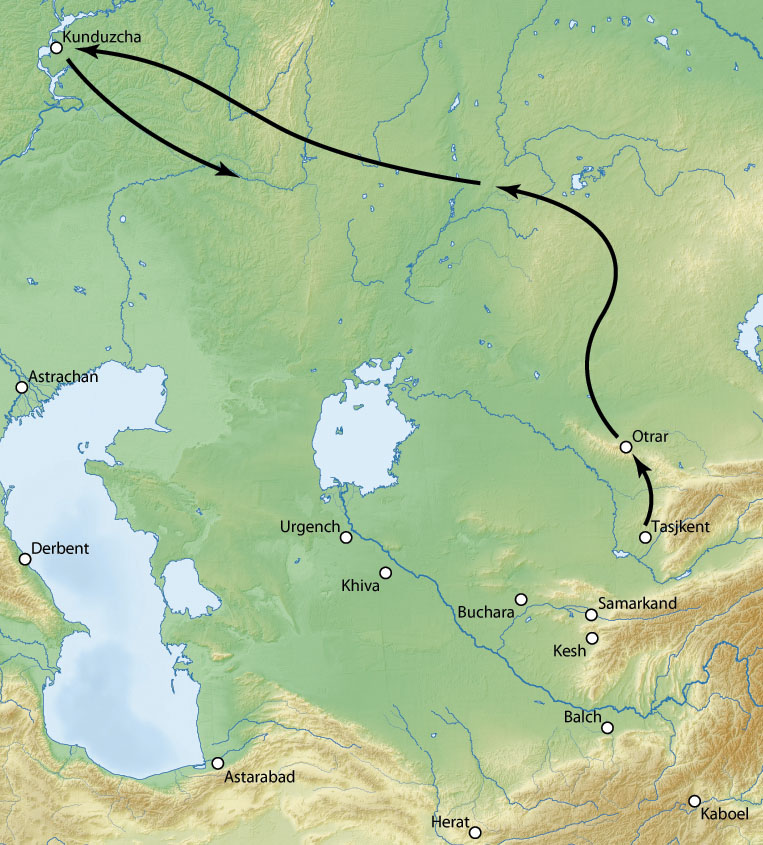
Поход Тамерлана в 1391 году

Молодой хан Тохтамыш при поддержке Тамерлана сумел захватить власть во всей Золотой Орде. Несколько лет он занимался преимущественно внутренними проблемами, проводил экономические и военные преобразования. Вскоре Тохтамыш приступил в активной политике по отношению к захваченным территориям (улусам), стремясь восстановить былое величие и влияние Орды, подорванное десятилетиями упадка и многочисленными внутренними конфликтами. В северном направлении Тохтамыш успешно совершил поход на Москву, обманом захватил Кремль и уничтожил большинство населения города. Ему удалось заставить Московское княжество снова платить Орде дань, хотя и в меньшем количестве. На южном направлении Тохтамышу противостоял на тот момент ещё более серьёзный соперник, совсем недавно бывший покровителем и спасителем Тохтамыша — самаркандский эмир по имени Тимур, больше известный как Тамерлан. В 1385 году войска Тамерлана вторглись в Центральный Иран и Азербайджан. Не желая допустить Тамерлана в Азербайджан, хан Тохтамыш направил туда крупное войско. В 1386 году Тамерлан захватил Грузию и закрыл Тохтамышу все пути в Иран.
Четыре года война длилась без особых успехов с той или иной стороны, избегая прямых столкновений, Тамерлану удалось постепенно рассеять армию Тохтамыша и тот отступил с Кавказа в Поволжье. В начале 1391 года Тамерлан вторгся на территорию Орды. В середине июня 1391 года армии вступили в соприкосновение, и должно было состояться решающее сражение. По сообщениям Шараф-ад-дина, Тохтамыш был полностью не готов ко вторжению в Золотую Орду войск Тамерлана. Намереваясь измотать противника, он начал отступление, предоставив тем самым Тамерлану возможность развернуть силы и прижать ордынские войска к Волге, перейдя реку Кондурчу.

## Численность армий
Обе армии были по меркам тех времен просто огромными. Согласно русской летописи только со стороны Тамерлана сражалось «бяше бо болши четырёхъ сотъ тысящъ», однако при этом надо помнить, что средневековые источники часто сильно завышали численность враждующих сторон. По данным А. Ю. Якубовского и М. Г. Сафаргалиева, опирающимся на «Карасакпайскую надпись», составленную по приказу Тимура, численность армии была примерно двести тысяч. А. И. Пономарёв с ними не согласен и трактует надпись как 300 тысяч, И. М. Миргалиев, исходя из того, что армии в двести тысяч было недостаточно для сражения против такого многолюдного государства, как Золотая Орда, также читает надпись как триста тысяч человек в армии Тамерлана. По мнению некоторых современных учёных, такая численность армии Тимура является преувеличенной приблизительно в десять раз.
Однако армия Тохтамыша была ещё больше. Шараф-ад-дин Язди пишет, что «когда войска обеих сторон выдвинули свои боевые линии друг против друга, то армия неприятельская на обоих флангах, правом и левом, несколькими кошунами превышала войско этой (Тимуровой) стороны».

## География
Место произошедшей битвы является спорным. По персидским источникам место битвы названо неопределённо: Кундуз, Кундузча, Кундзуча. А. Ю. Якубовский, проанализировав источники В. Г. Тизенгаузена, заключил, что битва была «в долине реки Кондурча», при этом ошибочно назвав её притоком реки Черемшан. Учитывая, что длина Кондурчи более 300 км, определить конкретное место речной долины не удалось. Большинство историков сходится, что битва состоялась на левобережье Кондурчи в междуречье рек Сок и Кондурча. Хотя есть и ряд иных мнений. Самарский краевед В. В. Мурсков предполагает, что битва была в Сергиевском районе Самарской области, другой самарский краевед Ю. Н. Смирнов предполагает, что сражение состоялось в районе современного Старого Буяна Красноярского района. Однако археологические поиски во всех предполагаемых местах пока не дали результата.
Ещё один самарский краевед Е. Ф. Гурьянов выдвинул свою теорию, опираясь на семантику названия села Кошки и соотнося его с местом стоянки главного стана Тимура: «кош, кошкин, кошара» — стоянка пастухов, кочевников, военный лагерь. Он опирается на «Книгу побед» Низам-ад-Дина Шами, где упомянут такой эпизод: «Появился сторожевой отряд врага (Токтамыша), а вслед за ним появились войска целиком. От многочисленности и массы их смутился глаз ума, от пыли, (поднимаемой) копытами лошадей, потемнел воздух. Тимур приказал, чтобы смельчаки и храбрецы войска, спешившись, пошли вперёд, и указал, чтобы для него в степи поставили зонт, палатку и шатёр и расстелили ковры. Это самообладание, спокойствие, храбрость и пренебрежение врагом увеличили страх и ужас в сердце неприятеля». По мнению Гурьянова, память о Тимуровом коше и осталась в топониме «кошки», а значит, место битвы сдвигается от низовьев Кондурчи на 60 км севернее, в окрестности села Борма, где есть обширное открытое пространство на границе Самарской и Ульяновской областей.

## Сражение
Согласно данным персидских источников, войска Тохтамыша намного превосходили по численности своего противника. Шарафаддин Язди так описывает подготовку к сражению:

«В понедельник 15 реджеба 793 года (18 июня 1391 года), соответствующего году Барана, когда после 6 дней погода прояснилась, Тимур завоеватель в местности Кундузча (в некоторых изданиях и летописях — Кундурча) лично занялся устройством войска и приступил к приведению его в боевой порядок. …На это поле брани пришло столько неприятельского войска, что счетчик воображения не в силах сосчитать его пальцами сравнения и предположительного счета. Тимур завоеватель, под влиянием высоты значения и величия своего сана и по крайней храбрости и отваге своей, приказал своему войску сделать привал и разбить палатки. Увидев это, Токтамыш был поражен полным самообладанием и чрезвычайной отвагой победоносного войска и полным равнодушием их к неприятельскому войску»
— 

Ход сражения очень подробно описан Низам-ад-Дином Шами, Шараф-ад-Дином Язди и Мирхондом. Однако ряд историков, по видимости, ошибочно, относит к битве при Кондурче некоторые эпизоды, связанные с другими битвами Тимура и Тохтамыша: на Тереке в 1395 или Сейхунском сражении у Сырдарьи весной 1389 года. Также часть историков указывает, что битва длилась три дня, а не один, как считает большинство.
Армия Тамерлана, располагавшая хорошо вооружённой и обученной пехотой и имевшая мощный центр, была значительно более организованной и боеспособной силой, чем ордынские войска Тохтамыша, что и предопределило исход сражения. Войска Тамерлана были разделены на 7 подразделений, причём 2 из них находились в резерве, готовые по приказу главнокомандующего прийти на помощь центру или флангу. Пехота Тамерлана на поле битвы была защищена окопами и огромными щитами.
Армия Тамерлана была выстроена в сражении следующим образом. В центре располагался кул Тимура под командованием мирзы Сулейманшаха, позади — второй кул Тимура под руководством Мухаммеда Султана, рядом с ними располагалось 20 кошунов, находившихся в личном распоряжении Тимура. На правом фланге находился кул мирзы Мираншаха (в качестве канбула — флангового охранения — рядом с ним располагался кул хаджи Сейф-ад-Дина). На левом фланге находился кул мирзы Омар-Шейха (в качестве канбула — кул Бердибека).
В начале сражения многочисленные ордынские войска пытались охватить противника с флангов, однако все атаки ордынских воинов были отбиты, а затем армия Тамерлана перешла в контрнаступление, мощной фланговой атакой опрокинула ордынцев и на протяжении 200 вёрст преследовала их до берегов Волги. Ордынцы были прижаты к берегу. Битва была невероятно ожесточённой и сопровождалась невиданным кровопролитием. Ордынцы были наголову разбиты, однако Тохтамышу удалось спастись бегством.

## Потери
Потери с обеих сторон были огромны. Мухаммед Бен Мухаммед Адрианопольский оценивал потери ордынцев более чем в 100 тысяч человек. Потери армии Тимура персидские источники не указывают: они в основном носят характер панегирика, где считать потери было бы неуместным. Однако М. Г. Сафаргалиев на основе анализа карты, составленной Фра Мауро, где указано 18 могил начальников кошунов, делает вывод, что потери Тимура также доходили до 100 тысяч человек погибшими.

## Дальнейшие события
26 дней Тимур отмечал победу, проводя время в бесконечных пиршествах. По данным Шараф-ад-дина, «в лагере Тимура оказалось столько подобных гуриям девушек и красивых отроков, что одних тех, что были выбраны лично для Тимура, было более 5000 человек». Но преследовать противника он не стал и 16 июля отправился с армией в Самарканд. Л. Н. Гумилев писал:

«победа Тимуру досталась дорого. Это видно из того, что он не стал развивать успех, не переправился на правый берег Волги, а ограничился собиранием разбежавшихся татарок и скота».
Тохтамыш бежал в неизвестном направлении. Некоторые время о нём ничего не было слышно: видимо, он скрывался где-то в северных частях Булгарского улуса. Некоторые историки считают, что поражением на Кондурче могущество Золотой Орды было сильно подорвано, чем были созданы предпосылки для освобождения Руси от ордынской зависимости. Однако в сражении была разгромлена лишь армия, но не Орда, чей людской потенциал был по-прежнему огромен. Вскоре Тохтамыш восстановил свою власть над ней и собрал ещё одну огромную армию. В 1395 году армии Орды и Тимура сошлись в ещё более кровопролитной битве на Тереке. Поражение в ней и последовавшее уничтожение многих золотоордынских городов стало концом правления Тохтамыша. Закат Золотой Орды продолжился.
В наше время ежегодно на месте битвы происходит этноисторический фестиваль «Русь. Эпоха объединения».